# Liberals d'Andorra
Liberals d'Andorra (abans Partit Liberal d'Andorra o PLA) és un partit polític andorrà d'ideologia liberal. Forma part de la Internacional Liberal i de l'ALDE.

## Història
Marc Forné Molné va fundar el partit el 1992 amb el nom d'Unió Liberal. A les eleccions de 1993 va rebre el 22% dels vots i va obtenir cinc escons, fent-lo el segon partit més gran del Consell General. Malgrat que el partit era a l'oposició després que Òscar Ribas Reig formés una coalició de govern progressista, Ribas va plegar com a president després d'una moció de censura. Així, Forné va esdevenir cap de govern el 7 de desembre de 1994.
Després de dues mocions de censura, Forné va convocar eleccions anticipades el 1997. La Unió es va unir amb diversos partits locals, incloent-hi Unió Liberal–Grup Liberal d'Encamp, el Grup Opinió Liberal (GOL), Unitat i Renovació (UiR) i Unió Laurediana, amb els partits locals només competint a nivell de parròquia. La Unió va aconseguir 16 escons, dels quals 4 eren del GOL, 2 d'UL i 2 d'UiR; Forné va seguir com a cap de govern.
Poc abans de les eleccions de 2001, el partit es va reanomenar Partit Liberal d'Andorra. Va obtenir el 46,1% del vot popular i 15 escons, amb Forné com a cap de govern. A les eleccions de 2005 el partit va perdre un altre escó, però va poder formar govern, aquest cop liderat per Albert Pintat. Pintat va dimitir, i va el càrrec va passar a Joan Gabriel abans de les eleccions de 2009.
El partit es va presentar a les eleccions dins de la Coalició Reformista juntament amb la Unió Laurediana, Nou Centre, i Independents d'Ordino. La Coalició va obtenir 11 escons, mentre que els socialdemòcrates en van aconseguir 14 i van formar govern.
A les eleccions de 2011, el Partit Liberal i els altres membres de la Coalició Reformista van donar suport a Demòcrates per Andorra (DA). El nou partit va escollir Antoni Martí com a líder i va guanyar les eleccions amb 20 dels 28 diputats del Consell General. A la meitat del primer mandat de Demòcrates per Andorra, un grup d'activistes del partit van treballar per concórrer separadament a les eleccions de 2015. Van presentar el seu nou nom Liberals d'Andorra i van anunciar la seva intenció de ser candidats a les següents eleccions.
A les eleccions de 2015, Liberals d'Andorra va rebre el 27,7% dels vots i 8 escons al Consell General, convertint-se en el principal grup de l'oposició al Consell General. A les eleccions comunals d'aquell mateix any, amb la suma d'Independents a les seves llistes, va aconseguir representació a sis dels set comuns del país. En aquest cas, també va ser el principal partit a les minories parroquials.
A les eleccions generals del 2019 va aconseguir quatre consellers generals que li han servit per entrar a formar part del primer govern de coalició del país ocupant quatre ministeris: Ministeri de Presidència, Economia i Empresa; Ministeri de Turisme, Ministeri d'Afers Socials, Joventut i Habitatge i Ministeri de Funció Pública.
El 6 de maig del 2021, Liberals va passar a ocupar tres ministeris després d'una modificació del Govern d'Andorra: el Ministeri de Presidència, Economia i Empresa; el Ministeri d'Ordenament Territorial i Habitatge, i el Ministeri d'Afers Socials, Joventut i Igualtat.
El 14 de juny del 2022, els consellers generals, Ferran Costa i Marimon, Marc Magallon i Font, Eva López i Herrero i Sílvia Ferrer Ghiringhelli, van anunciar la seva baixa de militància del partit, deixant Liberals d'Andorra sense representació al Consell General d'Andorra. El mateix 14 de juny del 2022, la ministra d'Afers Socials, Joventut i Igualtat, Judith Pallarés i Cortés, va anunciar la seva renúncia a militar al partit.
Des del juny del 2022, Liberals ocupa dos ministeris al Govern d'Andorra: el Ministeri de Presidència, Economia i Empresa, i el Ministeri d'Ordenament Territorial i Habitatge.
Marc Forné Molné, fundador del partit l'any 1992, va anunciar la baixa de militància per la deriva conservadora de l'Executiva del partit escollida a les primàries del maig del 2022.

## Resultats electorals

### Consell General
| Elecció | Vots  | %     | Escons  | +/– | Candidat                   | Govern         |
| ------- | ----- | ----- | ------- | --- | -------------------------- | -------------- |
| 1993    | ???   | 22    | 5 / 28  | 5   | Marc Forné Molné           | Oposició       |
| 1997    | 3.543 | 40,5  | 16 / 28 | 11  | Marc Forné Molné           | Majoria        |
| 2001    | 4.739 | 44,1  | 15 / 28 | 1   | Marc Forné Molné           | Majoria        |
| 2005    | 5.100 | 41,21 | 14 / 28 | 1   | Albert Pintat Santolària   | Majoria        |
| 2009    | 4.747 | 32,34 | 11 / 28 | 3   | Joan Gabriel Estany        | Oposició       |
| 2011    | 0     | 0     | 0 / 28  | 11  | No es presentà             | No es presentà |
| 2015    | 4.073 | 27,68 | 8 / 28  | 8   | Josep Pintat Forné         | Oposició       |
| 2019    | 2.219 | 12,55 | 4 / 28  | 4   | Jordi Gallardo Fernàndez   | Majoria        |
| 2023    | 893   | 4,66  | 0 / 28  | 4   | Josep Maria Cabanes Dalmau | Oposició       |

### Eleccions Comunals
| Elecció | Vots  | %     | Escons  | +/– | Posició        |
| ------- | ----- | ----- | ------- | --- | -------------- |
| 1995    | 1.531 | 21,8  | 10 / 80 | 10  | 2n             |
| 1999    | 3.187 | 38,1  | 24 / 80 | 14  | 1er            |
| 2003    | 4.466 | 40,8  | 48 / 80 | 24  | = 1er          |
| 2007    | 6.078 | 46,6  | 46 / 86 | 5   | = 1er          |
| 2011    | 0     | 0     | 0 / 86  | 46  | No es presentà |
| 2015    | 3.498 | 26,13 | 10 / 80 | 10  | 2n             |
| 2019    | 4.469 | 31,44 | 7 / 80  | 3   | 4t             |

## Militants destacats
- Marc Forné Molné
- Juli Minoves
- Jordi Gallardo
- Ferran Costa Marimon
- Judith Pallarés
- Víctor Filloy